# Jaagichlorella
Jaagichlorella, biljni rod zelenih algi prethodno uključivan u porodicu Oocystaceae i red Chlorellales, a od 2021 u novu porodicu Watanabeaceae, kao jedinoj u novom redu Watanabeales. 
Sve do 2019 godine vodio kao monotipski s tipičnom vrstom J. geometrica. Godine 2019. u rod je uključeno još 5 vrsta, a 2021 ukjljučenpo je još nekoliko

## Vrste
1. Jaagichlorella adherens Shuyin Li, Benwen Liu, Huan Zhu, Zhengyu Hu & Guoxiang Liu
2. Jaagichlorella africana Darienko & Pröschold
3. Jaagichlorella colocana Shuyin Li, Benwen Liu, Huan Zhu, Zhengyu Hu & Guoxiang Liu
4. Jaagichlorella geometrica Reisigl
5. Jaagichlorella hainangensis (Zhang, Huss, Sun, Chang & Pang) Darienko & Pröschold
6. Jaagichlorella luteoviridis (Chodat) Darienko & Pröschold
7. Jaagichlorella nagensis Shuyin Li, Benwen Liu, Huan Zhu, Zhengyu Hu & Guoxiang Liu
8. Jaagichlorella roystonensis (S.Ma, V.A.R.Huss, X.Sun & J.Zhang) Darienko & Pröschold
9. Jaagichlorella sphaerica (Tschermak-Woess) Darienko & Pröschold